# Joe Smith Jr.
Joe Smith Jr. est un boxeur américain né le 20 septembre 1989 à New-York.

## Carrière
Passé professionnel en 2009, il remporte le titre vacant de champion du monde des poids mi-lourds WBO le 10 avril 2021 en battant aux points Maxim Vlasov. Smith conserve son titre le 15 janvier 2022 après sa victoire par KO au 9e round contre Steve Geffrard puis perd par arrêt de l'arbitre au second round de son combat de réunification des ceintures WBC, IBF et WBO contre Artur Beterbiev le 18 juin 2022.